# Herbert Ponting

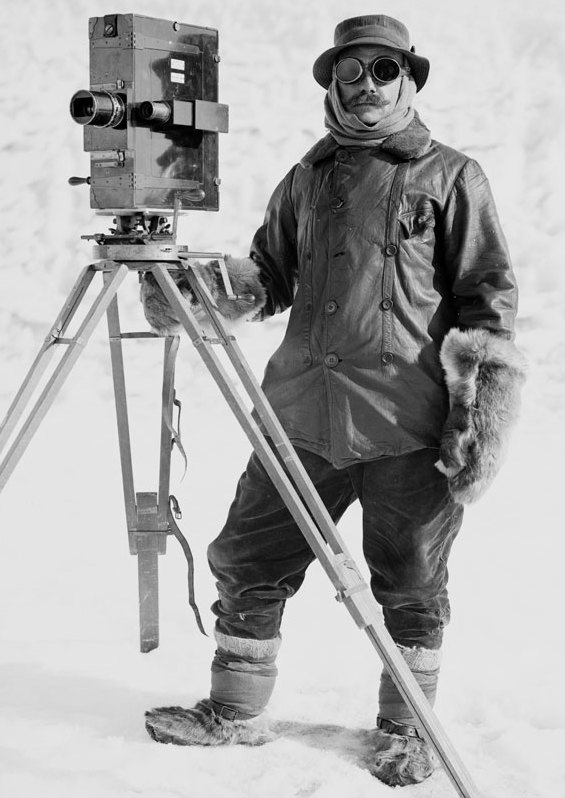
Herbert Ponting tijdens de expeditie naar Antarctica, 1911

Herbert George Ponting (Salisbury, 21 maart 1870 – 7 februari 1935) was een Engels fotograaf. Hij werd het meest bekend door de foto's die hij maakte tijdens Robert Falcon Scotts Terra Nova-expeditie van eind-1910 tot begin-1912.

## Leven en werk
Ponting was de zoon van een bankier en leek aanvankelijk ook zelf voorbestemd voor het bankwezen. Na vier jaar bij zijn vader te hebben gewerkt kwam hij echter tot de conclusie dat dit werk niet zijn roeping was. Aangetrokken door de verhalen over het 'wilde westen' vertrok hij op zijn tweeëntwintigste naar Californië, werkte daar een tijdje in een mijn en kocht er uiteindelijk een fruit-ranch.
In 1895 huwde hij Mary Biddle Elliott, met wie hij twee jaar later een dochter kreeg. Nadat zijn ranch in 1900 failliet ging, ging Ponting werken als freelance fotograaf. Hij bleek over bijzondere talenten te beschikken en won diverse fotowedstrijden en prijzen. Succes had hij met zijn stereoscopische foto's.
Van 1904 tot 1905 reisde Ponting naar Siberië om er als fotograaf de Russisch-Japanse Oorlog te verslaan. Vervolgens reisde hij nog ruim drie jaar lang door Azië en maakte fotoreportages in Birma, Korea, Java, Japan, China en India voor vooraanstaande Engelstalige tijdschriften als The Graphic, Illustrated London News, Pearson's Magazine en Strand Magazine. Zijn fotoreportages uit deze periode gelden als de eerste over deze landen die op massamediale schaal werden gedrukt en waren bijzonder populair onder het grote publiek. Strand Magazine publiceerde zijn rapportages vaak op dezelfde pagina als de Sherlock Holmes-verhalen. In 1910 verscheen zijn fotoboek In Lotus-land Japan. Hij werd lid van de Royal Geographical Society.

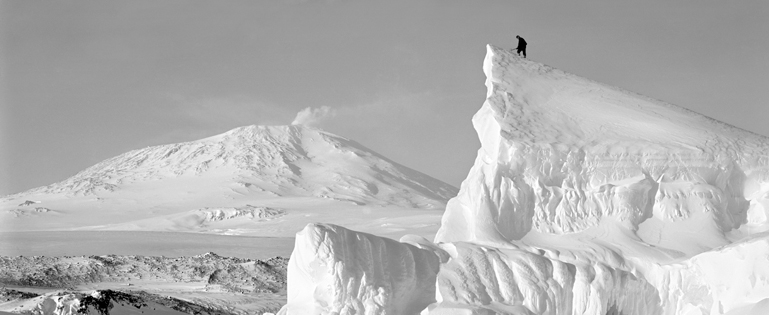
Panorama

Door het succes van zijn 'verhalende' fotoreportages over Azië werd Ponting in 1910 aangewezen om als fotograaf mee te gaan met de tot de verbeelding sprekende 'Terra Nova-expeditie' van kapitein Robert Falcon Scott. Daarmee was hij de eerste professionele fotograaf die naar de polen trok. Van december 1910 tot februari 1912 verbleef hij in Scotts beroemd geworden kamp op Kaap Evans op het eiland Ross. Hij participeerde als volwaardig expeditielid en bestudeerde de dierenwereld, met name pinguïns, walvissen, robben. In mei 1911 ontsnapte hij ternauwernood aan de dood toen een groep van acht orka's hem met zijn camera van het pakijs stootten. Hij maakte een grote serie met veel gevoel voor effect gecomponeerde foto's (1700 stuks), op groot formaat glasplaten, welke hij tot een verbazingwekkend hoge kwaliteit ontwikkelde in een zelfgebouwde donkere kamer in het kamp. Met name zijn panorama’s worden nog steeds tot de beste uit hun soort gerekend. Zijn portretten van Scotts team hebben een vormelijke waardigheid die als illustratief wordt gezien voor de waardigheid van de onderneming. Ponting maakte ook een aantal filmbeelden.
Toen Scott met een aantal van zijn mannen in februari 1912 vertrok voor zijn beroemd geworden tocht naar de Zuidpool, werd van Ponting als man van middelbare leeftijd niet verwacht dat hij meeging. Met het Terra Nova-schip reisde hij terug naar Engeland. Afgesproken was dat hij met de publicatie van de foto's zou wachten op de terugkeer van Scott, die ze wilde gebruiken in lezingen, mede ook ten behoeve van fondsenwerving. De catastrofale afloop van Scott's tocht naar de Zuidpool, waarbij alle expeditieleden omkwamen, legde de aandacht in eerste instantie vooral op de teruggevonden dagboeken en door Scotts metgezellen zelf gemaakte foto's tijdens de tocht. Na de Eerste Wereldoorlog ontstond er echter een grote belangstelling voor Pontings werk. Hij hield tal van lezingen en publiceerde hij zijn fotoboek The Great White South, dat erg populair werd. Zijn filmisch materiaal werd verwerkt in de stomme film The Great White Silence (1924).
Ponting zou de rest van zijn leven psychisch gebukt gaan onder de tragische afloop van Scotts tocht naar de Zuidpool. Zijn latere fotografisch werk liep niet goed en hij leefde voornamelijk van de opbrengsten van zijn lezingen en publicaties over de Terra Nova-expeditie. Hij overleed in 1935, 64 jaar oud. Zijn nagelaten werk werd in 2004 voor ruim een half miljoen Britse pond aangekocht door het Scott Polar Research Institute, die in 2011 een gerestaureerde versie van de film The Great White Silence op dvd uitbracht.

## Foto's van Scotts Terra Nova-expeditie

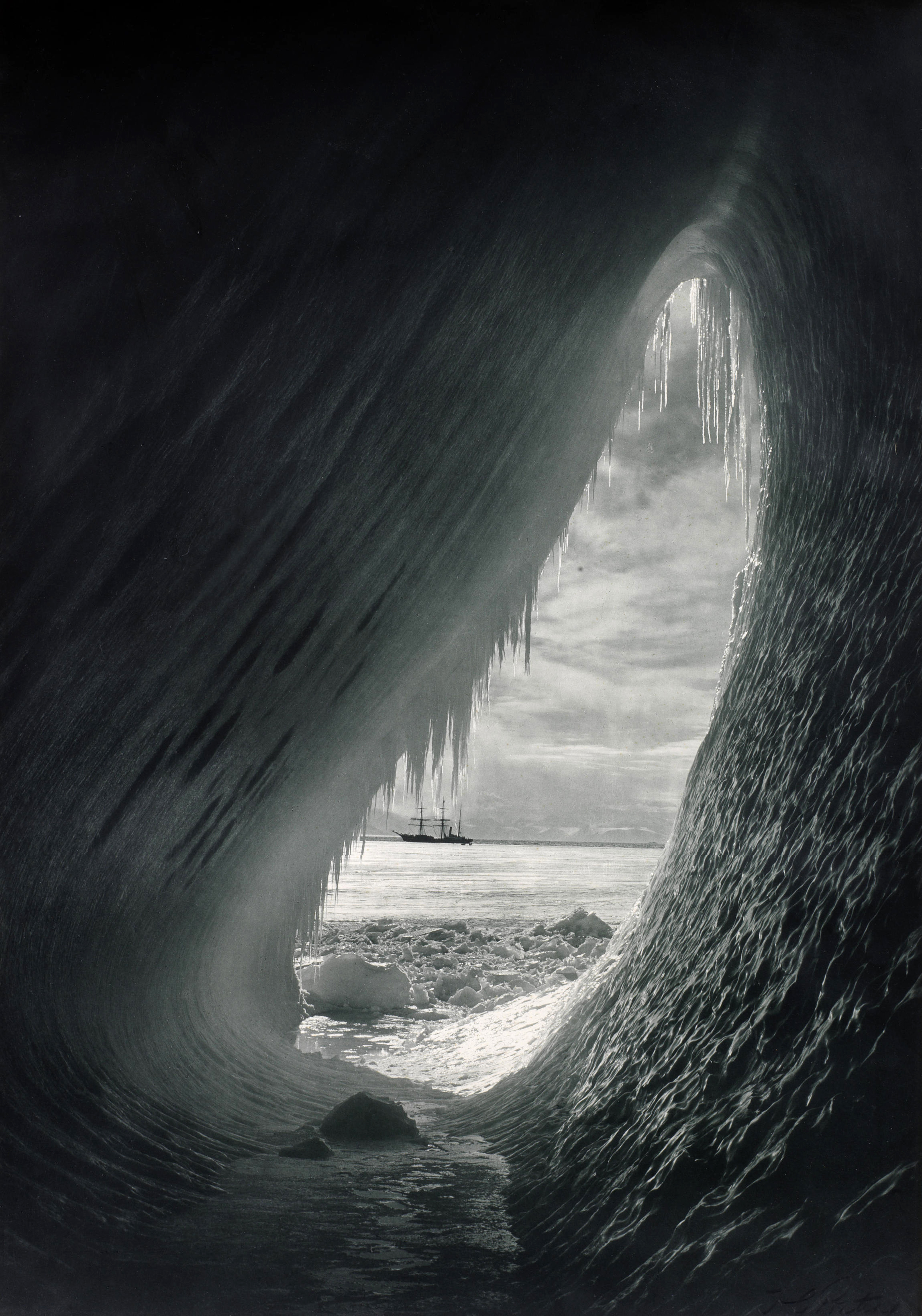
A Cavern in an Iceberg; Scott's Last Expedition
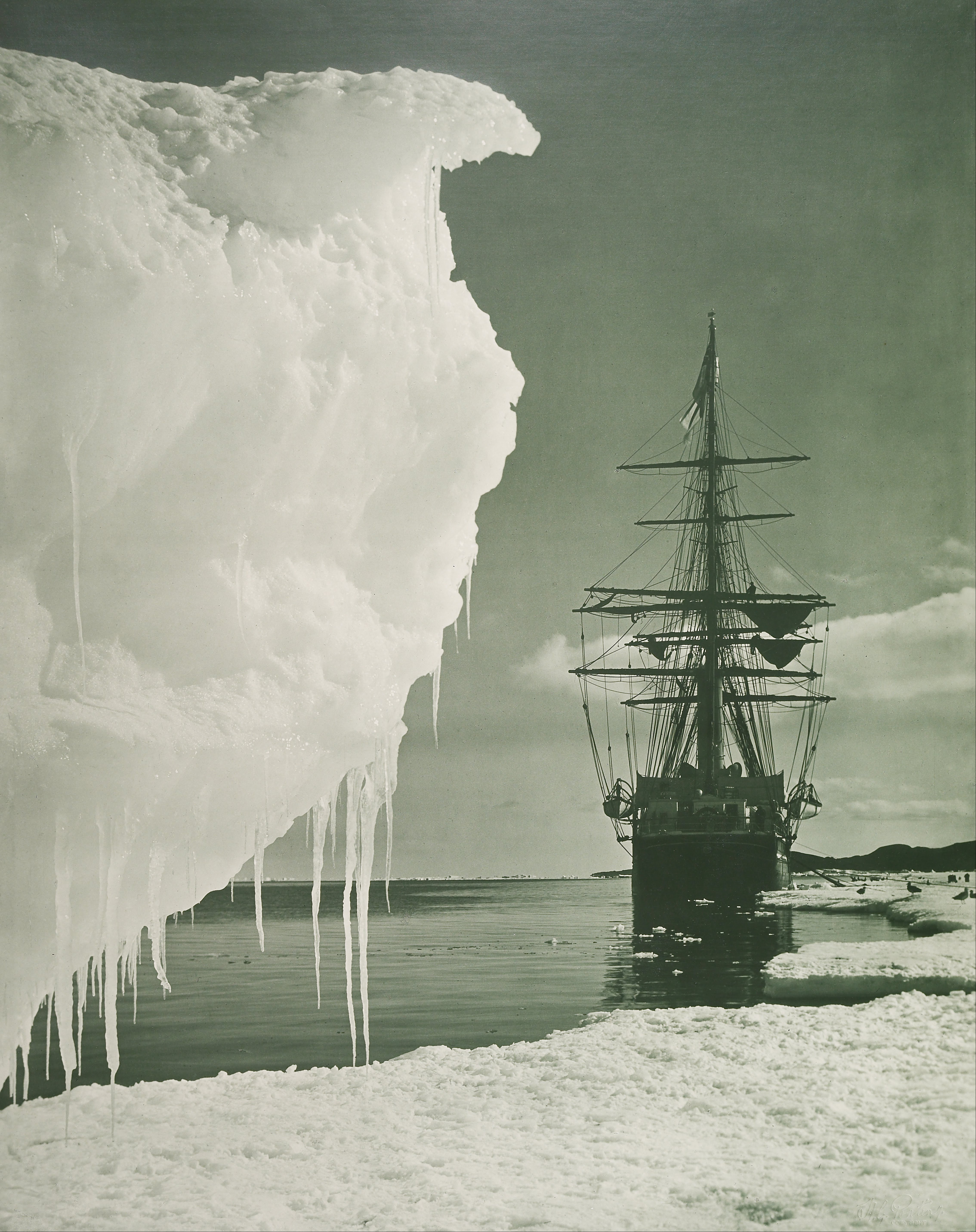
The 'Terra Nova' at the ice foot, Cape Evans
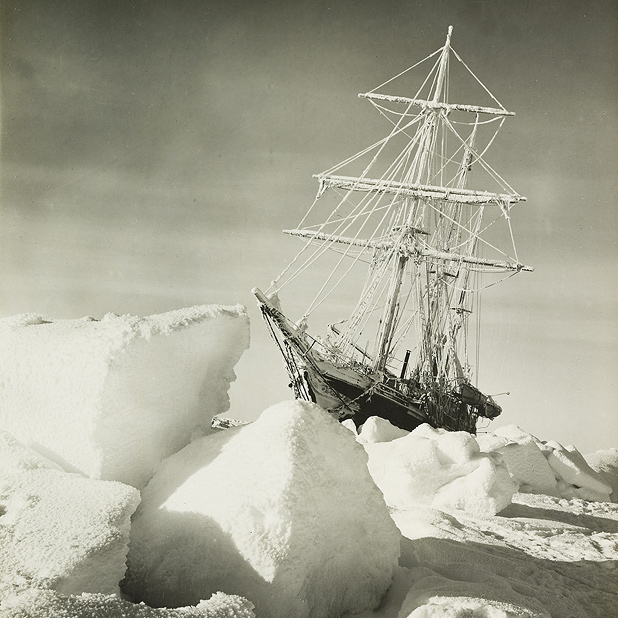
Terra Nova
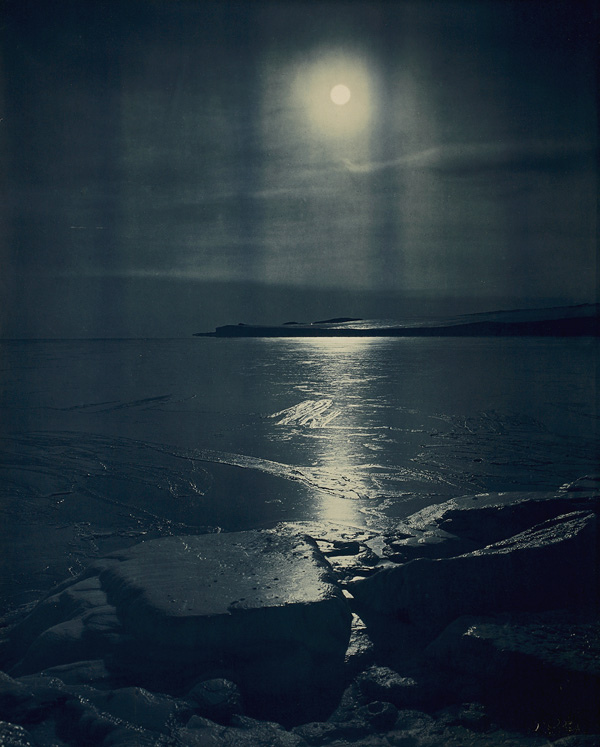
The Freezing of the Sea
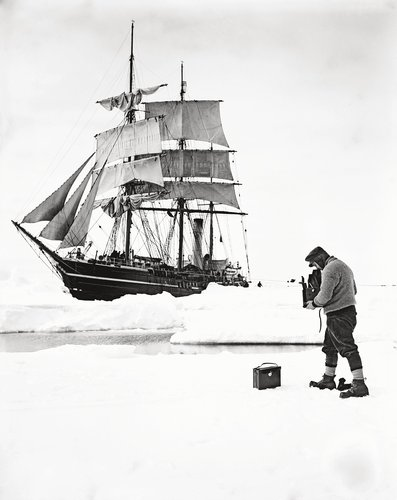
Selfportrait with Terra Nova
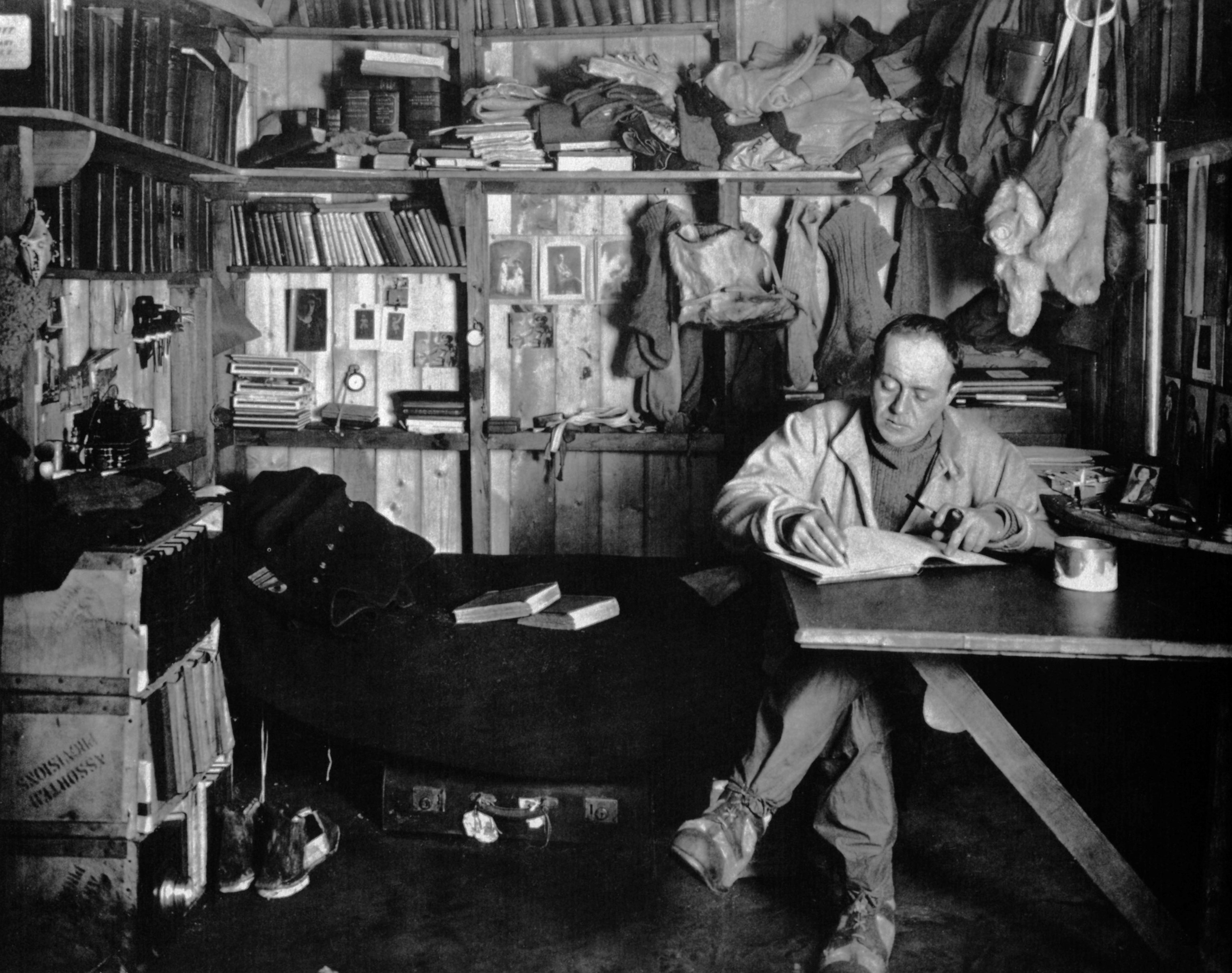
Robert Falcon Scott tijdens zijn laatste poolexpeditie
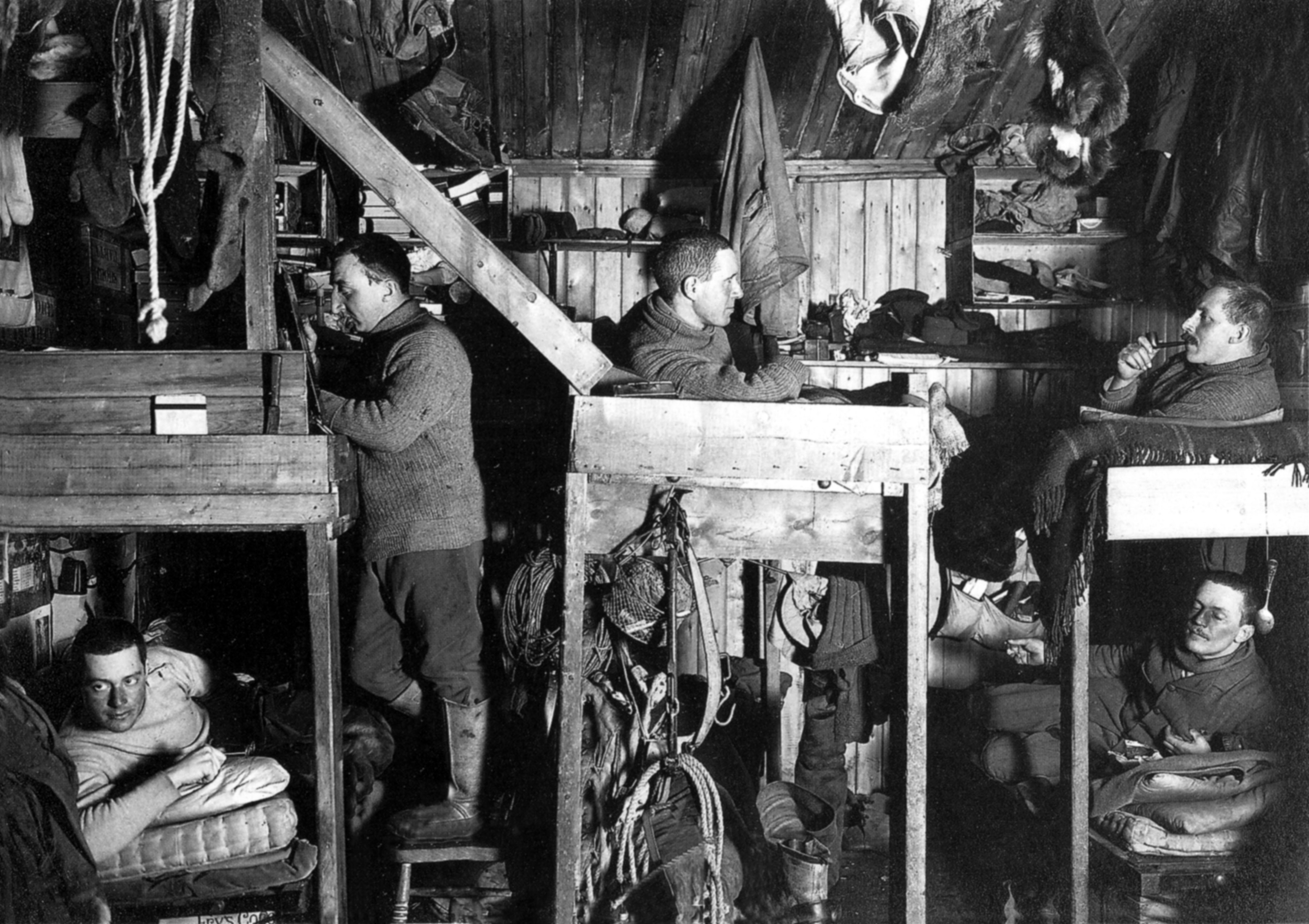
Interior of the hut at Cape Evans with Cherry-Garrard, Bowers, Oates, Meares and Atkinson.
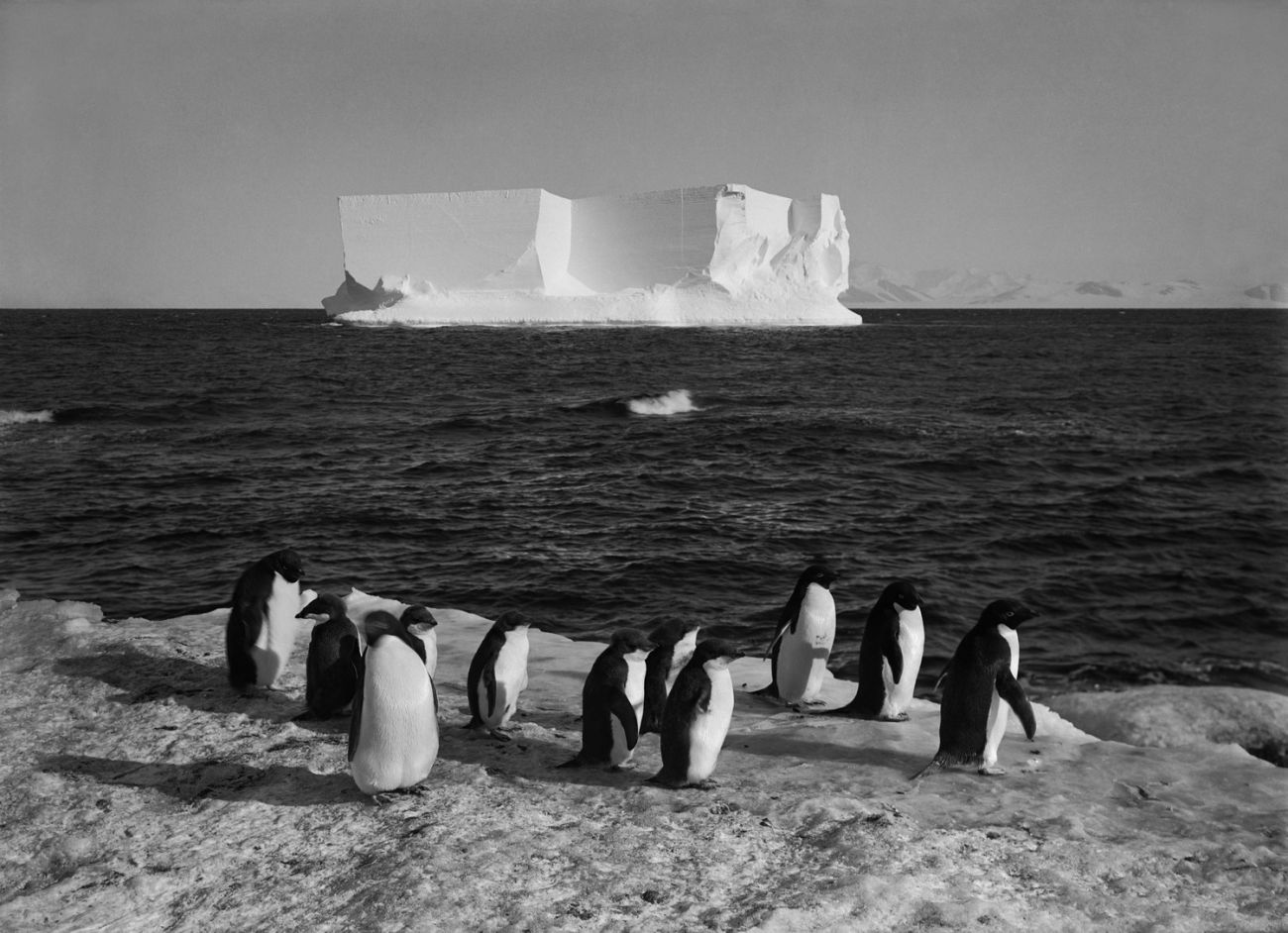
Penguins and a berg at Cape Royds
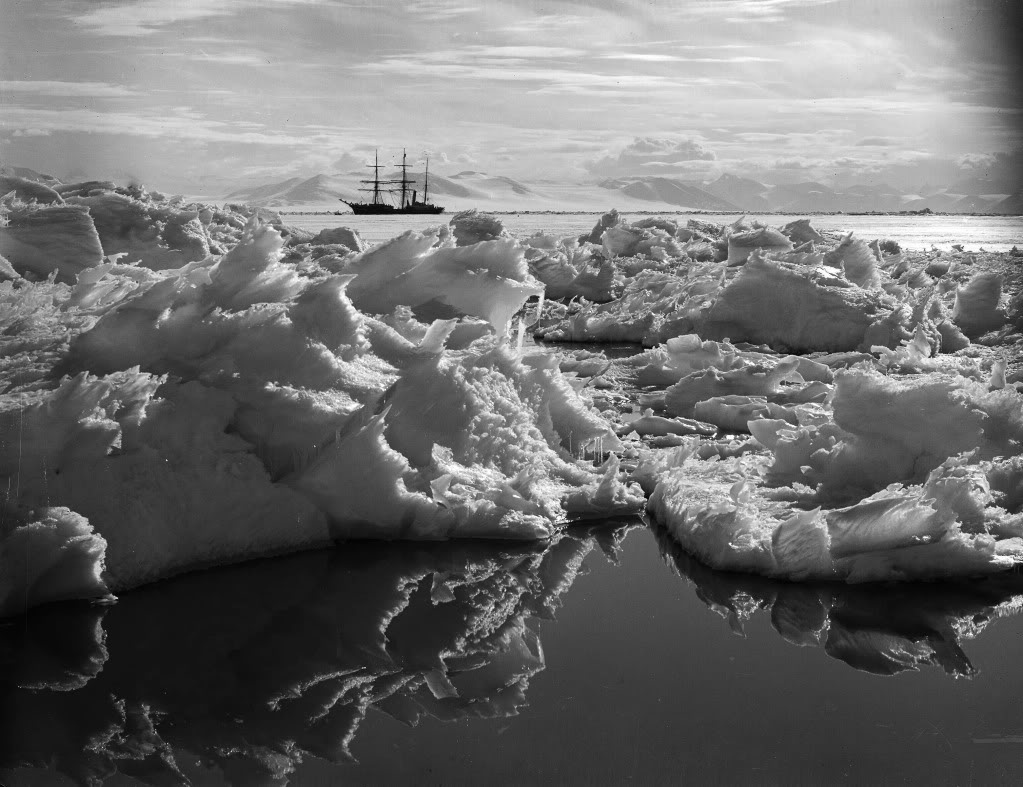
Death of an Iceberg
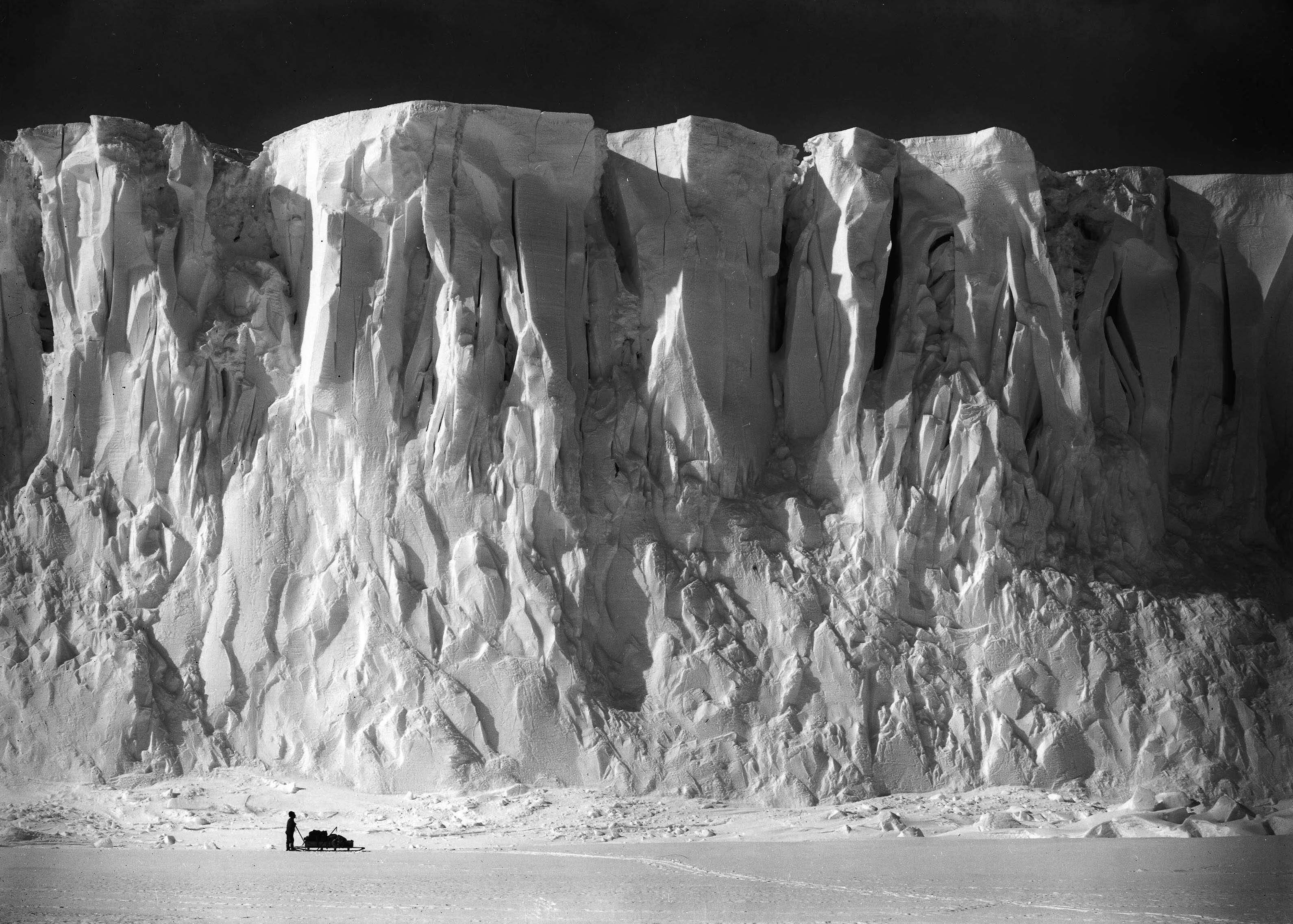
Barne Glacier